# Melithaeidae
Melithaeidae Gray, 1870 è una famiglia di octocoralli dell'ordine Alcyonacea.

## Descrizione
Melithaeidae comprende un centinaio di specie di gorgonie con una medulla assiale costituito da nodi flessibili formati scleriti liberi incorporati nella gorgonina) alternati a internodi rigidi di scleriti fusi con calcite.
La specie di questa famiglia formano colonie perlopiù a forma di ventaglio, ma alcune specie formano anche alberelli o cespugli. Le colonie sono costituite da grossi rami principali da cui si biforcano i rami secondari sempre in forma dicotomica. Le dimensioni possono raggiungere anche i tre metri di altezza e larghezza. Sono prive di zooxantelle.

## Distribuzione e habitat
I Meliteidi sono diffusi nell'Indo-Pacifico sia a profondità medio-basse che a profondità elevate. Non sono presenti nel Mediterraneo.

## Tassonomia
La famiglia è composta dalle seguenti sottofamiglie e relativi generi:
- sottofamiglia Asperaxinae Alderslade, 2006
  - Asperaxis Alderslade, 2006
- sottofamiglia Melithaeinae Alderslade, 2006
  - Melithaea Milne Edwards, 1857